# Вільям Фокс (політик)
Вільям Фокс (англ. William Fox; 2 вересня 1812, Саут-Шилдс, Велика Британія — 23 червня 1893, Окленд, Нова Зеландія) — чотири рази займав посаду прем'єра Нової Зеландії.